# Stackebrandtviridae

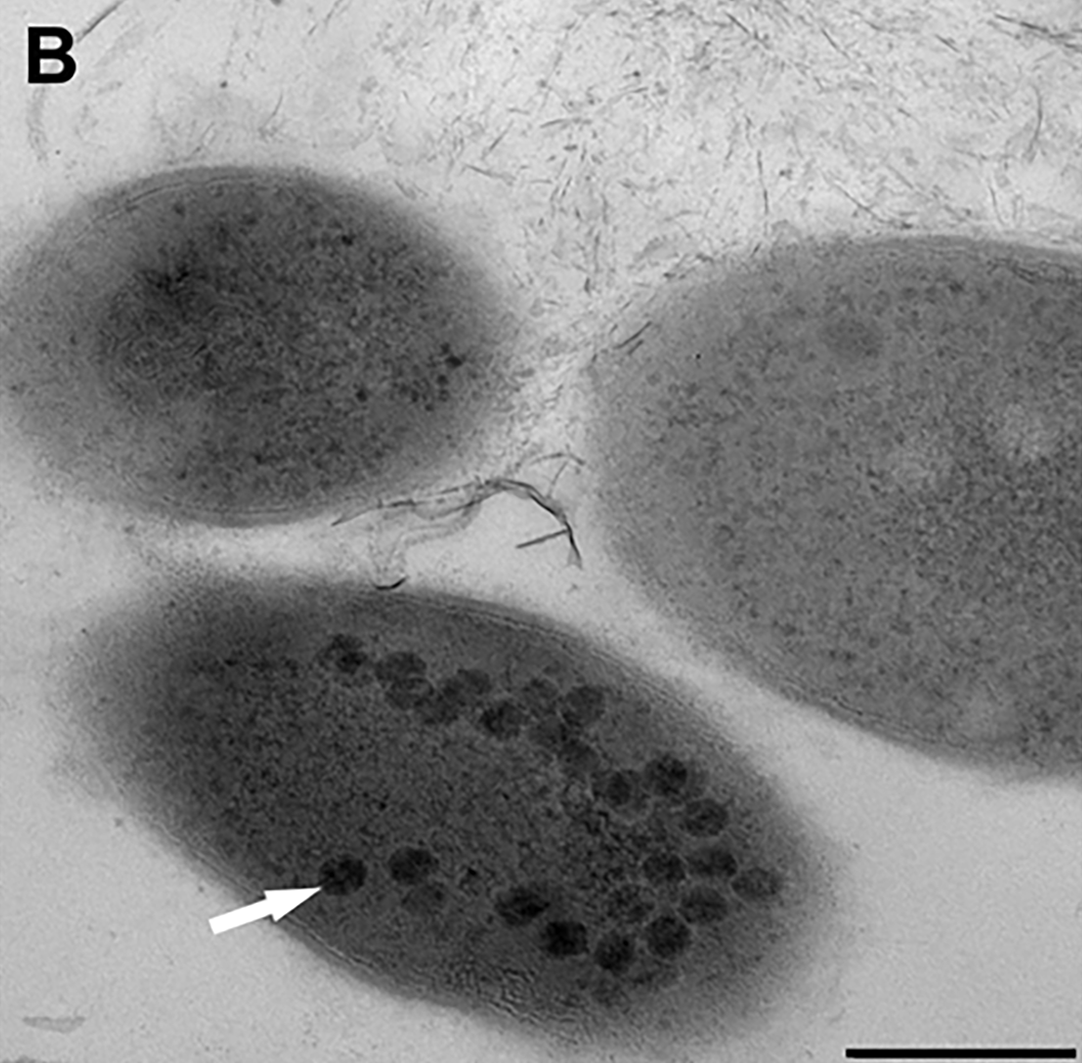
TEM-Aufnahme von replizierten Partikeln des Gordonia-Phagen GTE6 (Gattung Dexdertvirus) im Wirtsbakterium Gordonia terrae (Stamm CON34) vor der Lyse. Balken: 200 nm

Stackebrandtviridae ist eine im März 2025 als Familie eingerichtete Gruppe von Viren mit Kopf-Schwanz-Aufbau vom Morphotyp B (Siphoviren).
Ihre Wirte sind Bakterien, was sie als Bakteriophagen klassifiziert.

## Beschreibung
Die Viren der Familie Stackebrandtviridae infizieren Bakterien der Gattung Gordonia wie zum Beispiel Bodenbakterien der Spezies Gordonia terrae (Tsukamura 1971) Stackebrandt et al. 1989, Stamm 3612 [alias DSM 43249, ATCC 25594].
Zwei Gattungen sind temperente Phagen (Actinobacteriophage Database Cluster DC),
fünf Gattungen sind lytisch (Actinobacteriophage Database Cluster DE).

## Systematik
Die Systematik der Stackebrandtviridae ist nach International Committee on Taxonomy of Viruses (ICTV), ergänzt um einige Vorschläge nach der Taxonomie des National Center for Biotechnology Information (NCBI) in Hochkommata mit Stand 1. April 2025 (MSL#40v1) wie folgt:
Familie Stackebrandtviridae (Actinobacteriophage Cluster DC und DE)
- Unterfamilie Frickvirinae (Actinobacteriophage Cluster DC)[5]
  - Gattung Clownvirus (Subcluster DC2)
    - Spezies Clownvirus clown, mit Gordonia-Phage Clown – Fundort: Bodenproben in Pittsburgh (2019), Wirt: Gordonia terrae 3612

  - Gattung Wizardvirus (Subcluster DC1, 20 Spezies)
    - Spezies Wizardvirus Arri, mit Gordonia-Phage Arri
    - Spezies Wizardvirus bakery, mit Gordonia-Phage Bakery
    - Spezies Wizardvirus danyall, mit Gordonia-Phage Danyall
    - Spezies Wizardvirus evamon, mit Gordonia-Phage Evamon
    - Spezies Wizardvirus fireball, mit Gordonia-Phage Fireball
    - Spezies Wizardvirus mutzi, mit Gordonia-Phage Mutzi
    - Spezies Wizardvirus nubi, mit Gordonia-Phage Nubi
    - Spezies Wizardvirus phlop, mit Gordonia-Phage Phlop
    - Spezies Wizardvirus valary, mit Gordonia-Phage Valary
    - Spezies Wizardvirus vandewege, mit Gordonia-Phage VanDeWege
    - Spezies Wizardvirus wizard, mit Gordonia-Phage Wizard – Fundort: Bodenproben in Pittsburgh (2015), Wirt: Gordonia terrae 3612
- Unterfamilie Schenleyvirinae (mit Gattung Lilbeanievirus im Actinobacteriophage Cluster DE)[6]
  - Gattung Dexdertvirus (Subcluster DE3)
    - Spezies Dexdertvirus dexdert, mit Gordonia-Phage Dexdert – Fundort: Grandville (Michigan) (2016), Wirt: Gordonia terrae 3612
    - Spezies Dexdertvirus GTE6, mit Gordonia-Phage GTE6
    - Spezies Dexdertvirus kwekel, mit Gordonia-Phage Kwekel
    - Spezies Dexdertvirus tiamoceli, mit Gordonia-Phage Tiamoceli

  - Gattung Kroosvirus (mit Vividuovirus im Subcluster DE1)
    - Spezies Kroosvirus ashertheman, mit Gordonia-Phage Ashertheman
    - Spezies Kroosvirus bizzy, mit Gordonia-Phage Bizzy
    - Spezies Kroosvirus gaea, mit Gordonia-Phage Gaea
    - Spezies Kroosvirus jksyngboy, mit Gordonia-Phage JKSyngboy
    - Spezies Kroosvirus kroos, mit Gordonia-Phage Kroos – Fundort: Grand Rapids (Michigan) (2017), Wirt: Gordonia terrae 3612
    - Spezies Kroosvirus ribeye, mit Gordonia-Phage Ribeye
    - Spezies Kroosvirus tangerine, mit Gordonia-Phage Tangerine
    - Spezies Kroosvirus yorkonyx, mit Gordonia-Phage YorkOnyx

  - Gattung Leonardvirus (Subcluster DE2)
    - Spezies Leonardvirus ali17, mit Gordonia-Phage Ali17 alias Gordonia terrae bacteriophage Ali17
    - Spezies Leonardvirus emoore, mit Gordonia-Phage EMoore
    - Spezies Leonardvirus leonard, mit Gordonia-Phage Leonard
    - Spezies Leonardvirus melbins, mit Gordonia-Phage MelBins
    - Spezies Leonardvirus phauci, mit Gordonia-Phage Phauci

  - Gattung Vividuovirus (mit Kroosvirus im Subcluster DE1, 20 Spezies)
    - Spezies Vividuovirus jabberwocky, mit Gordonia-Phage Jabberwocky
    - Spezies Vividuovirus lennon (Gordonia-Virus Lennon), mit Gordonia-Phage Lennon
    - Spezies Vividuovirus love, mit Gordonia-Phage Love
    - Spezies Vividuovirus sitar, mit Gordonia-Phage Sitar (abgetrennt von Vividuovirus lennon)
    - Spezies Vividuovirus tangent, mit Gordonia-Phage Tangent
    - Spezies Vividuovirus vivi2, mit Gordonia-Phage Vivi2 – Fundort: Bodenproben in Pittsburgh (2015), Wirt: Gordonia terrae 3612
    - Spezies …

  - Gattung Zitchvirus (Subcluster DE4)
    - Spezies Zitchvirus apunk, mit Gordonia-Phage APunk
    - Spezies Zitchvirus sampson, mit Gordonia-Phage Sampson
    - Spezies Zitchvirus tardus, mit Gordonia-Phage Tardus
    - Spezies Zitchvirus verity, mit Gordonia-Phage Verity
    - Spezies Zitchvirus viaconlectus, mit Gordonia-Phage ViaConlectus
    - Spezies Zitchvirus zipp, mit Gordonia-Phage Zipp
    - Spezies Zitchvirus zitch, mit Gordonia-Phage Zitch – Fundort: Bodenproben, Columbus (Ohio) (2019), Wirt: Gordonia terrae  3612, gefunden von Zachary Spires & Mitchell Foster[9]
- ohne zugewiesene Unterfamilie, aber mit Unterfamilie Schenleyvirinae im Actinobacteriophage Cluster DE[6]
  - Gattung Lilbeanievirus (Subcluster DE5)
    - Spezies Lilbeanievirus lilbeanie, mit Gordonia-Phage Lilbeanie – Fundort: Swartz (Louisiana),[10] Wirt: Gordonia terrae 3612.

## Etymologie
Die Familie Stackebrandtviridae wurde zu Ehren des deutschen Mikrobiologen Erko Stackebrandt benannt, der an der LMU München, der Christian-Albrechts-Universität zu Kiel, der University of Queensland (UQ) in Brisbane und der TU Braunschweig gewirkt hatte; von 1993 bis 2009 war er zudem Direktor der DSMZ.
Der Suffix ‚-viridae‘ kennzeichnet Virusfamilien.
- Die Unterfamilie Frickvirinae ist nach dem Fundort des Phagen Wizard benannt, Gartenerde vom Frick Fine Arts Building[12][13] am Schenley Drive[14] in Pittsburgh (Pennsylvania).[7]
- Die Unterfamilie Schenleyvirinae ist nach der Adresse des Frick Fine Arts Building benannt, dem Schenley Drive.[7]

Der Suffix ‚-virinae‘ zeigt Virusunterfamilien an.